# Usługi publiczne
Usługi publiczne – usługi świadczone przez administrację publiczną obywatelom bezpośrednio (w ramach sektora publicznego) lub poprzez finansowanie podmiotów prywatnych zapewniających daną usługę. Termin ten wiąże się z pojęciem, wyrażanej w demokratycznych wyborach zgody społecznej, która przewiduje, że pewne usługi przysługują wszystkim bez względu na dochód. Kształcąc się na uczelni wyższej w ramach usług publicznych można dostać się do policji, służby zdrowia czy straży pożarnej. Obszar usług publicznych obejmuje szeroki zakres aktywności ze strony jednostek samorządu terytorialnego, przybierając różnorodne formy organizacyjne. Usługi świadczone są m.in. przez jednostki budżetowe (np. urzędy), samorządowe zakłady budżetowe, gospodarstwa pomocnicze, spółki prawa handlowego.

## Sektory
Usługi publiczne stanowią współcześnie tak istotny aspekt życia, że uznaje się zapewnienie ich wszystkim bez wyjątku za obowiązek państwa, wiążąc je z koncepcją praw człowieka. Można je świadczyć także poprzez wolontariat czy w ochotniczych strażach pożarnych. 
W nowoczesnych krajach rozwiniętych termin “usługa publiczna” odnosi się do zapewnienia następujących usług: 
- radiodyfuzja
- oświata
- straż pożarna
- zaopatrzenie w energię (elektroenergetyka, gazownictwo, ciepłownictwo)
- służba zdrowia
- wojsko
- Policja
- transport miejski
- budownictwo socjalne
- telekomunikacja
- planowanie przestrzenne
- gospodarka odpadami oraz utrzymanie porządku i czystości
- gospodarka wodna - zaopatrzenie w wodę i kanalizacja
- gromadzenie i archiwizacja informacji publicznych, np. w bibliotekach
- pomoc społeczna
- ochrona środowiska.

## Charakterystyka
Usługi publiczne są definiowane jako dobra publiczne, których nie można wyłączyć z konsumpcji, jednocześnie nie konkurują one w konsumpcji. Dostawca nie może legalnie zapobiec używaniu usługi przez innych, a jej konsumpcja przez jedną osobę, nie pozbawia innych osób możliwości konsumpcji. W większości przypadków usługi publiczne nie wiążą się one z wytwarzaniem dóbr. Mogą być świadczone przez lokalnych lub państwowych monopolistów. Trudno przypisać produkcję do konkretnej indywidualnej pracy czy zmierzyć ją w kategoriach jakości. (John Kenneth Galbraith zajmował się zagadnieniem wpływu usług publicznych na wzrost gospodarczy.

## Historia
Pod koniec XIX w. rozpoczęła się w krajach rozwiniętych praktyka zapewniania przez państwo usług publicznych, najpierw dotyczyło to dostarczania gazu i wody, następnie prądu i usług medycznych. W większości państw rozwiniętych są one nadal świadczone przez administracje lokalne lub rządowe, z wyjątkiem np. Stanów Zjednoczonych i Wielkiej Brytanii, w których usługi są zapewniane przez podmioty prywatne, ściśle jednak kontrolowane przez państwo (np. Public Utility Commission w Stanach Zjednoczonych).
W krajach rozwijających się usługi publiczne są gorzej rozwinięte, np. dostęp do wody przysługuje jedynie zamożnej klasie średniej. Z przyczyn politycznych są one subwencjonowane, tym samym biedne społeczności otrzymują niższą pomoc finansową.

## Nacjonalizacja
Nacjonalizacja była szczególnie aktywnie praktykowania po II wojnie światowej. Z powodu ogromnego popytu w dziedzinie przemysłu i gospodarki centralne planowanie miało w krajach socjalistycznych przyczynić się do osiągnięcia maksymalnej produkcyjności. Wiele usług publicznych, zaopatrzenie w energię i transport miejski stanowią spuściznę tej ery. Po II wojnie światowej w niektórych państwach wprowadzono publiczną służbę zdrowia i szkolnictwo.

## Prywatyzacja

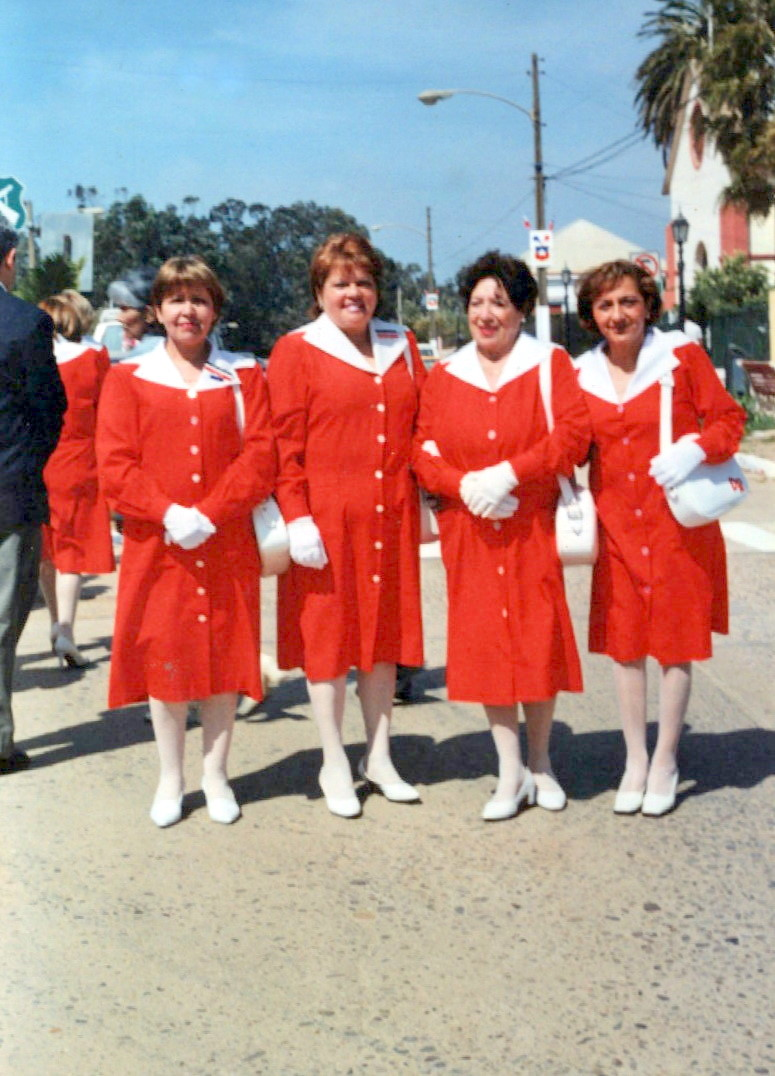
Chilijska grupa 'Damas de Rojo', wolontariuszki w lokalnym szpitalu

Istnieje wiele sposobów na sprywatyzowanie usług publicznych. Wolnorynkowe przedsiębiorstwo sprzedane prywatnym inwestorem nie podlega kontroli rządowej, tym samym usługa publiczna staje się usługa prywatną. Inną możliwością, wykorzystywaną np. w krajach skandynawskich jest zachowywanie przez władze państwowe własności lub prawa głosu w danej spółce. W przypadku, gdy państwo ma np. 49% udziałów w korporacji nie oznacza, że jest ona przedsiębiorstwem państwowym, ale wymaga sprzeciwu wszystkich prywatnych inwestorów w celu przegłosowania strony państwowej. Jeżeli prywatne przedsiębiorstwo jest monopolistą na rynku, podlega ono ścisłej kontroli ze strony państwa. W niektórych sferach państwo kupuje usługi na zasadach wolnorynkowych. W wielu krajach refunduje się w ten sposób leki. Podobnie prywatyzowane są: Służba zdrowia, transport miejski, zaopatrzenie w energię, gospodarka odpadami. Wielka Brytania, Australia i Kanada coraz częściej korzystają z partnerstwa publiczno-prywatnego - przedsięwzięć realizowanych w oparciu o umowę długoterminową zawartą pomiędzy podmiotem publicznym a podmiotem prywatnym. Jej celem jest stworzenie składników infrastruktury umożliwiającej świadczenie usług o charakterze publicznym. Zadaniem partnera publicznego jest bowiem świadczenie usług publicznych, do czego obliguje go prawo, natomiast partner prywatny ma prowadzić działalność gospodarczą i osiągać zyski.

## Usługi publiczne vs. usługi świadczone w interesie ogólnym
Niektóre kraje europejskie posługują się konkurencyjnym terminem 'usługi świadczone w interesie ogólnym'. W terminologii Unii Europejskiej 'usługą świadczoną w interesie ogólnym' jest taka usługa, którą władze publiczne uznają za leżącą w ogólnym interesie, a tym samym stanowiącą obowiązek użyteczności publicznej. Podmioty świadczące usługi powinny w pierwszym rzędzie uwzględnić dobro użytkujących.
Usługi świadczone w interesie ogólnym (services of general interest) obejmują zarówno usługi interesu ogólnego świadczone na zasadach rynkowych - komercyjnych (market services of general interest), jak i nierynkowych - niekomercyjnych (non-market services general interest). Należą do nich usługi energetyczne, telekomunikacyjne, mediów elektronicznych, pocztowe, dostawę wody, gospodarowanie odpadami, usługi edukacyjne, zdrowotne, transportowe.